# Thomas de Pinedo
Thomas de Pinedo (né en 1614 à Trancoso, mort le 13 novembre 1679 à Amsterdam ; appelé « Isaac » en religion), est un érudit juif du XVIIe siècle, réfugié aux Provinces-Unies pour fuir les poursuites de l'Inquisition. Il a laissé un commentaire détaillé des Villes d’Étienne de Byzance, qui est une mine d'informations pour la géographie antique.

## Biographie
Issu de la lignée portugaise des Pillheiro de Trancoso, il apprit le latin et le grec au collège des jésuites de Madrid, qu'il évoque souvent avec éloge et gratitude dans ses écrits. Contrairement à son compatriote Orobio de Castro, il n'attaqua jamais dans ses livres la religion chrétienne, relevant bien plutôt son influence bénéfique sur les sociétés ; ses critiques, il les réservait au tribunal de l'Inquisition : « J’ai honte et me reproche d'avoir pu être utile à de tels chrétiens ». C'est à Amsterdam qu'il paracheva son édition bilingue des Villes d’Étienne de Byzance (Στέφανος περὶ πολέων/ Stephanus de Urbibus, 1678), dédiée au marquis de Mondéjar. Ce prince de la maison de Mendoza, qui fut son protecteur, déplore dans une lettre au poète converso Miguel de Barrios que Pinedo soit mort sans s'être converti au christianisme. 
Pinedo, outre son commentaire d’Étienne de Byzance, avait composé sa propre épitaphe :

« Tournez-vous, mortels. Ici repose Thomas de Pinedo, Portugais qui vit le jour au château de Trancoso. Issu par son père de la noble famille des Pinheiro de ce royaume, par sa mère des Fonseca de Madrid, parfaitement instruit des lettres de ses pères il travailla chez les Jésuites. Chassé de sa maison, il gagna ces parages innocent de tout crime mais coupable d'être jalousé. Avant de s'éloigner vers d'autres [cieux] il a fait tailler ce cénotaphe par Étienne pour sa mémoire. Je voulais que vous le sachiez. Allez en paix. »

## Postérité
L’œuvre de Pinedo reflète sa connaissance profonde de l'histoire et de l'archéologie du Proche-Orient ancien. Outre Flavius Josèphe, qui est sa référence essentielle, Pinedo cite les « Voyages » (Sefer massa'ot) de Benjamin de Tudèle; David Zemach (p. 482, 584); Salomon ben Isaac, « ...que les Juifs appellent Rachi, illustre glossateur des Saintes Ecritures », le commentaire de Kimchi sur le livre de la Genèse (p. 497), celui d'Ibn-Ezra sur le livre d'Esther (p. 583) ; le Guide des égarés (Moré Névoukhim) de Maïmonide ; Azaria di Rossi (p. 583). Le nom de Jésus est cité en deux endroits : évoquant la ville de Bethléem, il écrit: « Mais cette ville doit surtout sa notoriété comme lieu de naissance de David et de Jésus le Nazaréen. »; un peu plus loin, ayant décrit la Galilée, il ajoute : « Jésus le Nazaréen était si souvent dans ce pays que Julien, par mépris pour la Galilée et ses chrétiens, l'appelle le vagabond (ὁ Παραϐάτης). C'est ainsi en effet, comme l'atteste la Souda, qu'on surnomma au début les chrétiens qui, sous le règne de l'empereur Claude, avaient renoncé à leurs noms d'origine. »